# Samlande

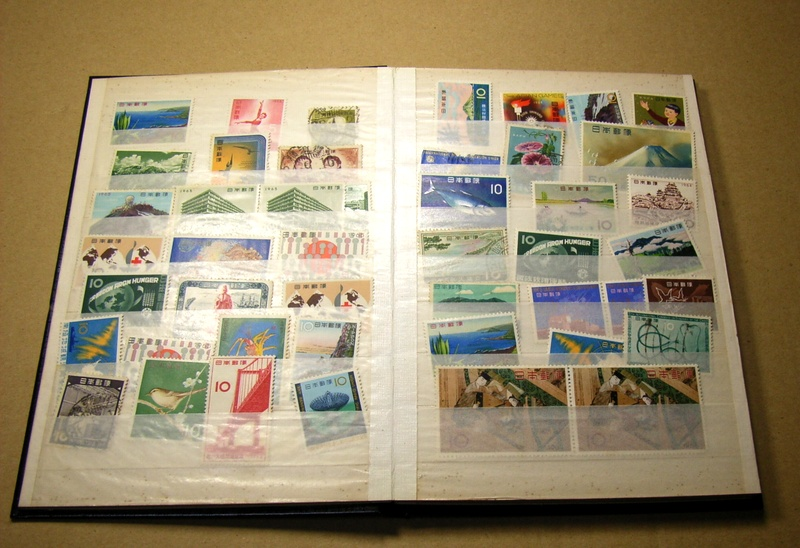
Frimärkssamling med frimärken från Japan i insticksalbum.

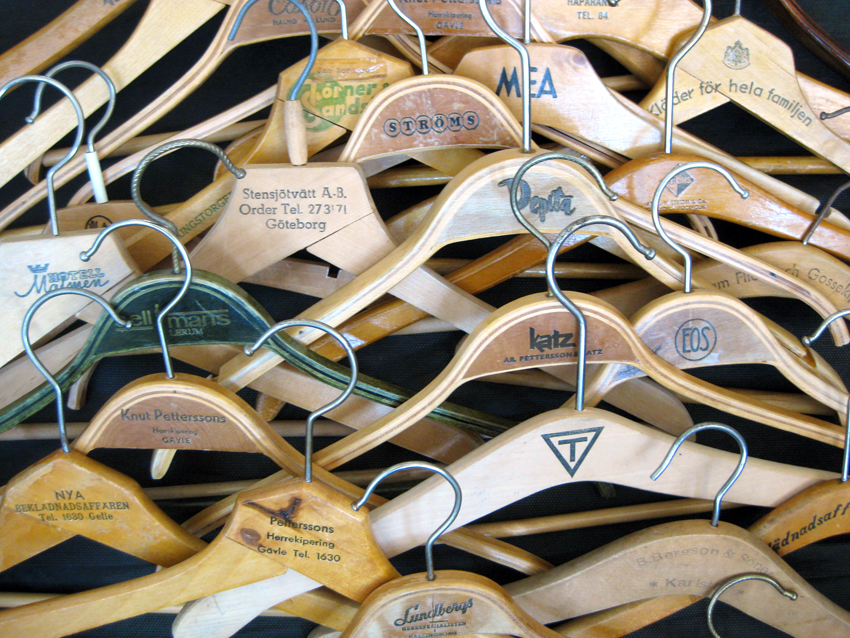
Ett urplock av en samling klädgalgar.

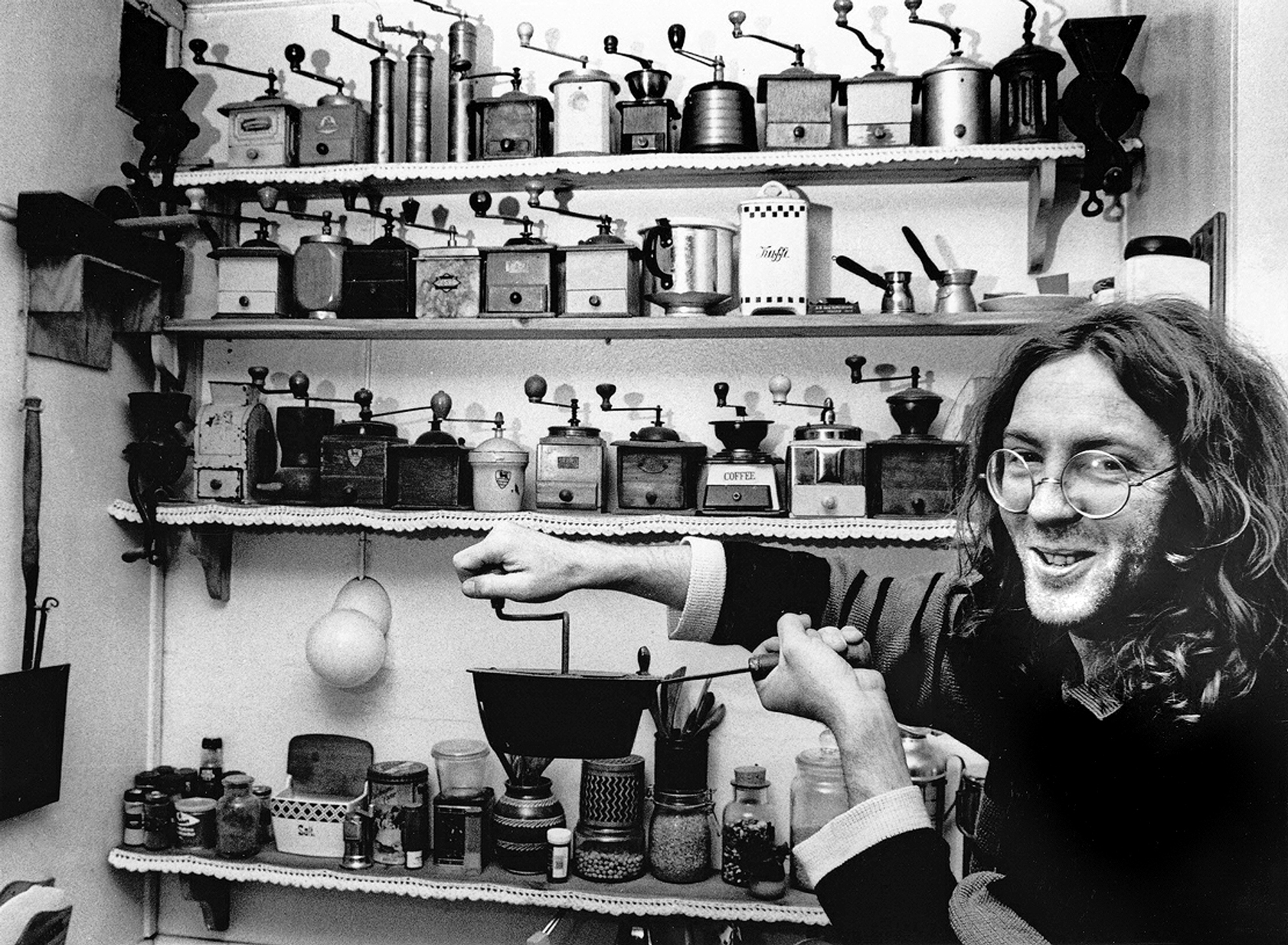
Kaffekvarns-samlaren Per Persson 1988.

En samlare är en person som samlar på något, antingen yrkesmässigt eller bara som hobby och fritidssysselsättning.

## Barns samlande
Att samla på något är en vanlig hobby bland barn, ofta den första hobbyn som barnet skaffar sig. Barn samlar ofta på bokmärken, klistermärken, snäckor, kapsyler och stenar. Lite äldre barn kan även samla på frimärken, samlarbilder och idolbilder. Gemensamt för barns samlande är att det rör sig om objekt som endera kan hittas i närmiljön eller som är relativt billiga i inköp. Barns samlande fyller ofta en viktig funktion, då barnet lär sig att organisera och klassificera föremålen i sin samling.

## Vuxnas samlande
Vuxna samlares samlingar kan spänna över vitt skilda områden. En vuxen samlare upptäcker snart behovet av att avgränsa sin samling. Ett barn som samlar på frimärken samlar vanligtvis på alla frimärken hon eller han kommer över, medan en vuxen samlare brukar avgränsa sig till ett visst land, en viss tidsperiod eller ett visst tema. Ekonomiskt välbeställda samlares samlingar blir ofta kända och kan när samlaren går ur tiden utgöra grunden för ett museum.

## Definition på samlande
Vad som är en samling finns det inga helt klarlagda kriterier för. Ett kriterium kan vara att det är fråga om en samling när man införskaffar ett föremål i huvudsak för att komplettera, och inte främst för att använda föremålet till det avsedda ändamålet.
Här nedan följer några olika kriterier som används av olika samlare:
- Har man tre exemplar av något är man en samlare, har man åtta så är det en mani.
- Man har fler exemplar av ett föremål än vad man har egentlig användning för.
- Man registerför sina föremål och försöker komplettera med exemplar man saknar.
- Man betraktar sin samling som just en samling.
- Tvångsmässigt samlande/samlarsjuka.[1]

## Exempel på vanliga samlarobjekt
- Affischer
- Antikviteter
- Bokmärken
- Böcker
- Datorspel
- Dockor
- DVD-filmer
- Etiketter
- Frimärken (filateli)
- Herbarium
- Kapsyler
- Konst
- Leksaksbilar
- Läskpapper med reklamtryck
- Majblommor
- Mynt, minnesmynt och sedlar
- Porslin
- Samlarbilder
- Serietidningar
- skivor
- Slipsar (grabatologi)
- Snäckor
- Stenar
- Veteranbilar
- Vin
- Vinylskivor
- Vykort

### Leksaker
- Pogs
- Boglins

### Spel
- Magic: The Gathering
- Call of Cthulhu